# Uziel Gal
Uziel Gal, detto Uzi (Weimar, 15 dicembre 1923 – Filadelfia, 7 settembre 2002), è stato un progettista israeliano.
È divenuto famoso per essere stato il progettista dell'omonima famiglia di armi da fuoco IMI Uzi.

## Biografia

### Origini e formazione
Nacque il 15 dicembre 1923 a Weimar (Germania) da una famiglia ebraica. I suoi genitori divorziarono quando era giovane e crebbe principalmente con la madre in una fattoria piena di oggetti d'antiquariato, tra cui alcune vecchie armi.
Quando Hitler salì al potere nel 1933, la scuola ebraica che frequentava si trasferì in Inghilterra con tutti i suoi studenti; nel 1936 Gal si recò dal padre (emigrato in Palestina) nel kibbutz "Yagur" nel Nord di Israele, zona coinvolta nel mandato britannico della Palestina. Dopo la laurea entrò a far parte del Palmach (sezione paramilitare dell'Haganah) e si specializzò nella manutenzione delle armi.

### Il dopoguerra e la progettazione dell'UZI
Nel 1943 venne arrestato dalle forze britanniche (che governarono sulla Palestina fino al 1948) per il possesso illegale di una pistola e venne condannato a sei anni di carcere. Tuttavia dopo circa due anni di prigione venne assolto e tornò nello Yagur nel 1946.
Durante la guerra arabo-israeliana del 1948 (per gli israeliani "guerra d'indipendenza"), Gal partecipò a numerose battaglie nel Nord di Israele. Dopo la fondazione dello Stato di Israele (maggio 1948) frequentò un corso di formazione per diventare un ufficiale, durante il quale presentò il prototipo della prima mitragliatrice Uzi che aveva sviluppato nello Yagur.

### Il servizio all'IDF
Il progetto venne spedito all'industria militare israeliana IMI (Israel Military Industries) perché continuasse a sviluppare il progetto. Dopo oltre due anni di sviluppi e modifiche, le forze di difesa israeliane (IDF, Israel Defense Forces, o Tzva HaHagana LeYisra'el) adottarono la nuova arma come propria mitragliatrice ufficiale e la chiamarono Uzi, come il suo inventore. Gal non voleva che l'arma prendesse il suo nome, ma la sua richiesta fu ignorata.
Gal restò al servizio delle IDF fino al 1975 e si ritirò (a causa di una seria malattia cerebrale che aveva colpito la figlia Tamar) con il grado di tenente colonnello. Durante i suoi 27 anni di servizio ha lavorato su diversi progetti. Ha vinto alcuni dei più alti riconoscimenti nazionali per il suo lavoro sullo sviluppo della Uzi, tra cui una decorazione militare israeliana (Tzalash HaRamatkal) nel 1955, e nel 1958 fu il primo a ricevere il riconoscimento per la Sicurezza di Israele, consegnatogli dal primo ministro David Ben-Gurion.

### Il trasferimento negli USA e la morte
Nel 1976 si trasferì con la famiglia a Philadelphia (Pennsylvania) per permettere alla figlia di ricevere le speciali attenzioni mediche che necessitava. Tuttavia Tamar morì nel 1984 per un tumore al cervello.
Gal continuò a lavorare negli USA come sviluppatore indipendente di vari disegni e progetti, fino ai suoi ultimi giorni. Morì il 7 settembre 2002, dopo un anno di lotta contro il cancro, e fu sepolto nel kibbutz Yagur vicino alla moglie ed alla figlia.